# زول: نينجا أف ذا نيث ديمنشن
زول: نينجا أف ذا نيث ديمنشن (بالإنجليزية: Zool: Ninja of the Nth Dimension)‏، هي لعبة فيديو من نوع منصات، أنتجتها شركة أميغا الأمريكية سنة 1992، وتعمل على عدة منصات، ومنها سيجا ماستر سيستم وأتاري إس تي، وهي الجزء الأول من سلسلة لعبة زول.

## المواقع الخارجية
- زول: نينجا أف ذا نيث ديمنشن على موبي غيمز
- Zool: Ninja Of The Nth Dimension Amiga – HOL database| أيقونة بذرة | هذه بذرة مقالة عن ألعاب الفيديو وما يتعلق بها بحاجة للتوسيع. فضلًا شارك في تحريرها. |